# Valeriansäureethylester
Valeriansäureethylester ist eine chemische Verbindung aus der Gruppe der Carbonsäureester.

## Vorkommen
Valeriansäureethylester kommt natürlich in Äpfeln, Bananen, der Moschus-Erdbeere und anderen Naturprodukten vor.

## Gewinnung und Darstellung
Valeriansäureethylester 2 kann durch Reaktion von Valeriansäure 1 mit Ethylalkohol in Gegenwart von Schwefelsäure gewonnen werden.

## Eigenschaften
Valeriansäureethylester ist eine farblose, entzündbare Flüssigkeit mit fruchtigem Geruch, die schwer löslich in Wasser ist. Sie besitzt eine dynamische Viskosität von 0,8 mPa·s bei einer Temperatur von 20 °C.

## Verwendung
Valeriansäureethylester wird mit seinem Geruch nach grünen Äpfeln als weitverbreiteter Aromastoff verwendet. In der organischen Synthese wird die Verbindung in nucleophilen Substitutionen, in α-Alkylierungen sowie in Heterocyclensynthesen eingesetzt.

## Sicherheitshinweise
Die Dämpfe von Valeriansäureethylester bilden mit Luft beim Erhitzen des Stoffes über seinen Flammpunkt (Flammpunkt: 36 °C, Zündtemperatur: 400 °C) oder bei erhöhter Umgebungstemperatur explosive Gemische.